# Liste der Kulturgüter in Bursinel
Die Liste der Kulturgüter in Bursinel enthält alle Objekte in der Gemeinde Bursinel im Kanton Waadt, die gemäss der Haager Konvention zum Schutz von Kulturgut bei bewaffneten Konflikten, dem Bundesgesetz vom 20. Juni 2014 über den Schutz der Kulturgüter bei bewaffneten Konflikten sowie der Verordnung vom 29. Oktober 2014 über den Schutz der Kulturgüter bei bewaffneten Konflikten unter Schutz stehen.
Objekte der Kategorien A und B sind vollständig in der Liste enthalten, Objekte der Kategorie C fehlen zurzeit (Stand: 1. Januar 2023).

## Kulturgüter
| Foto | | Objekt | Kat. | Typ | Standort                            | Beschreibung |
| ---- | --- | --- | ---- | --- | ----------------------------------- | ------------ |
| ja   | Datei hochladen · Wikidata zu Villa Choisy mit Bootshaus, Insel, altem Bauernhof und Brunnen (Q3558488) | Villa Choisi mit Bootshaus, Insel, altem Bauernhaus und Springbrunnen / Villa Choisi avec hangar à bateaux, île, ancienne ferme et fontaine KGS-Nr.: 05964 | A    | G   | Route de Suisse 1–3 513759 / 143785 |              |
| ja   | Datei hochladen · Wikidata zu Schloss und Brunnen (Q29890609)                                           | Schloss und Brunnen / Château et fontaine KGS-Nr.: 05963                                                                                                   | B    | G   | Route du Château 1 513021 / 143881  |              |